# Снежне волухарице
Снежне волухарице (лат. Chionomys) род су ситних глодара сличних мишу, најчешћа врста је дугачка око 10 центиметара с карактеристичним кратким длакавим репом, врло су штетне за усеве због велике плодности и прождрљивости.
Род волухарица (Chionomys) спада у потпородицу волухарица (лат. Arvicolinae) (која се некад у литератури јавља и као породица Microtidae или Arvicolidae), у коју такође спада и род ондатра (Ondatra) и врста бизамски пацов (Ondatra zibethicus).

## Врсте
- Кавкаска снежна волухарица
- Европска снежна волухарица
- Робертова снежна волухарица